# LUGM-145 (機雷)

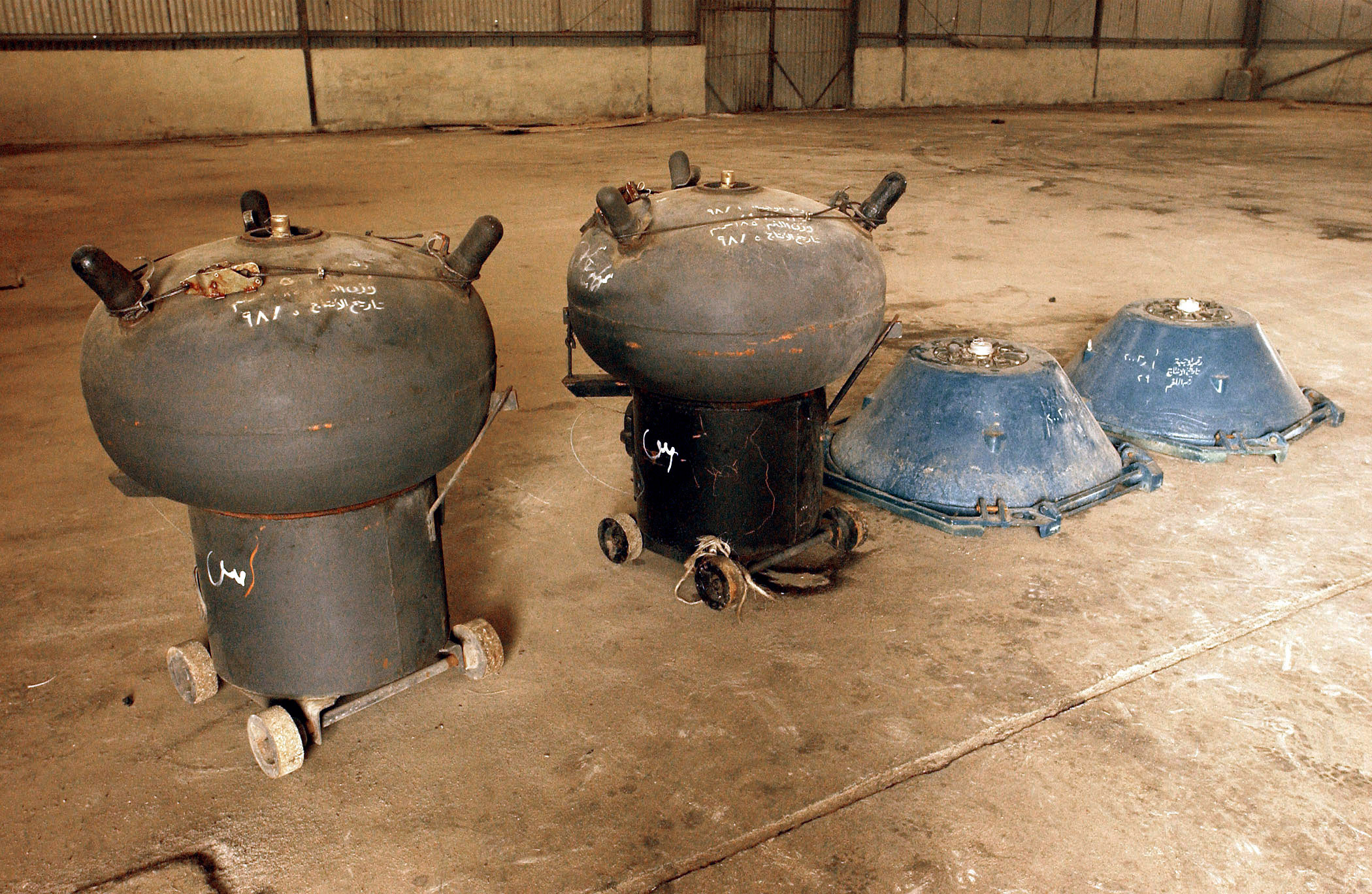
LUGM-145 （左側2個）

LUGM-145は、イラクで生産され、イラク軍が運用した機雷。係維機雷であり、湾岸戦争やイラク戦争ではペルシャ湾に敷設された。

## 概要
ロシアが1908年に開発したM-08機雷のコピーである。缶体と係維器からなるが、缶体は卵型であり、上方へ向け3本の触発信管を有しており、炸薬量は最大200㎏。
湾岸戦争中に敷設された機雷は、1991年2月18日、クウェート沖において、イオー・ジマ級強襲揚陸艦のトリポリ (LPH-10)を損傷させている。
戦争後の掃海作業（湾岸の夜明け作戦）により回収されたものが、呉市のてつのくじら館において展示されており、イラク戦争で回収されたものがオーストラリア戦争記念館で展示されている。